# ガストン・レビュファ
ガストン・レビュファ（1921年5月7日 - 1985年5月31日）は、フランスの登山家、山岳ガイド、著述家、映像作家。

## 経歴
1921年、フランスのマルセイユに生まれる。幼少よりプロヴァンス地方の山を歩き、やがて岩登りの魅力に取りつかれる。21歳の時に公認のガイド資格を取得した。
第二次世界大戦後、1945年から1952年にかけて、アルプス山脈の6つの北壁（グランド・ジョラス、ピッツ・バディレ、ドリュ、マッターホルン、チマ・グランデ・ディラヴァレド、アイガーの各北壁）を登攀。この山行を通じて山岳ガイドという職業に対する誇りやザイルパートナーと友情、自然への賛美を書き上げた山岳紀行『星と嵐 6つの北壁登行』は、1954年に山岳文学大賞を受賞した。この間、1950年にはフランス隊によるアンナプルナ遠征に参加。1955年には『星と嵐』を映画化し、イタリアのトレント市が主催する「国際山岳探検映画祭」でグランプリを受賞した。その後も長年にわたりアルプスでガイドとして活躍しながら、山岳に関する多くの著述作品、映像作品を残した。1985年、肺ガンのためにパリで死去。

## 著作

### 近藤等による翻訳
日本では、近藤等が多くの著作を翻訳した。
- 『星と嵐 六つの北壁登行』（白水社 1955年）
- 『モン・ブランからヒマラヤへ』（白水社 1956年）
- 『万年雪の王国』（平凡社 1957年）
- 『雪と岩』（新潮社 1961年）
- 『天と地の間に』（新潮社 1963年）
- 『登山のたのしみ』（白水社 1967年）
- 『美しきマッターホルン』（新潮社 1967年）
- 『美しきモン・ブラン山群 その雪と岩に刻まれた歴史』（新潮社 1969年）
- 『氷・雪・岩』（新潮社 1972年）
- 『太陽を迎えに』（新潮選書 1973年）
- 『モン・ブラン山群 特選100コース』（山と溪谷社 1974年）
- 『ゼクラン山群 特選100コース』（山と溪谷社 1975年）
- 『星にのばされたザイル』（山と溪谷社 1976年）
- 『山こそ我が世界』（山と溪谷社 1995年）

## 映画
- 『星と嵐』（1955年）
- 『星に伸ばされたザイル』（1976年6月19日日本国内で公開、2010年日本国内でDVD発売）[4]
  - 『新・星にのばされたザイル』（2012年日本国内でDVD発売）